# Jamila (nom)
Jamila és un nom femení àrab (àrab: جميلة, Jamīla) que literalment significa ‘bella’. Si bé Jamila és la transcripció normativa en català del nom en àrab clàssic, també se'l pot trobar transcrit Jemila, Djemila, Djémila... normalment per influència de la pronunciació dialectal o seguint altres criteris de transliteració. Com a nom comú entre musulmanes, també el duen musulmanes no arabòfones que l'han adaptat a les característiques fòniques i gràfiques de la seva llengua.
La forma masculina d'aquest nom és Jamil.
Vegeu aquí personatges i llocs que duen aquest nom.